# Chris Fydler
Christopher „Chris“ John Fydler OAM (* 8. November 1972 in Sydney, New South Wales) ist ein ehemaliger australischer Schwimmer, der seine größten Erfolge in den Freistil- und Lagenstaffeln feiern konnte.
Chris Fydler gewann bei den Schwimmweltmeisterschaften 1998 in Perth seine ersten internationalen Medaillen. Dort siegte er mit der 4 × 100-m-Lagenstaffel und holte Silber mit der 4 × 100-m-Freistilstaffel. Bei den Kurzbahnweltmeisterschaften 1999 in Hongkong gewann er sowohl Gold mit der 4 × 100-m-Freistil- als auch mit der 4 × 100-m-Lagenstaffel. Fydler nahm an den Olympischen Sommerspielen 1992, 1996 und 2000 in seiner Geburtsstadt Sydney teil.
Bei seiner letzten Teilnahme gewann er, gemeinsam mit Ian Thorpe, Michael Klim und Ashley Callus, in neuer Weltrekordzeit Gold in der 4 × 100-m-Freistilstaffel.
Für seine Verdienste um den Sport als Goldmedaillengewinner bei den Olympischen Spielen 2000 in Sydney wurde er 2001 mit der Medaille des Order of Australia ausgezeichnet.

## Steckbrief
- Größe: 197 cm
- Gewicht: 92 kg